# Elisa Lerner
Elisa Lerner Nagler (Valencia, ngày 6 tháng 6 năm 1932 và qua đời vào ngày 24 tháng 11 năm 2024), là một nhà viết kịch và nhà tiểu luận người Venezuela. Trong số các tác phẩm của cô có các vở kịch: Vida con mamá và En el differo silencio de Manhattan; các tiểu luận tập Yo amo a Columbo o la pasión phân tán và các cuốn sách biên niên: Carriel para la fiesta và Crónicas ginecológicas. Năm 1999 đã được trao giải thưởng quốc gia về văn học.